# Fenestrulina rugula
Fenestrulina rugula is een mosdiertjessoort uit de familie van de Fenestrulinidae. De wetenschappelijke naam van de soort is voor het eerst geldig gepubliceerd in 1990 door Hayward & Ryland.